# Пекено, Паула
Паула Маркис Пекено (порт. Paula Marques Pequeno; 22 января 1982, Бразилиа, Бразилия) — бразильская волейболистка, нападающая-доигровщица, двукратная олимпийская чемпионка (2008, 2012).

## Биография
Волейболом Паула Пекено начала заниматься в 12-летнем возрасте по примеру матери и брата. Мать Паулы — Жерсионе Лейте Маркис — играла в волейбольной команде министерства образования Бразилии. На одной из игр Паулу, болевшую на трибуне за брата Клаудио, заметил тренер Ж.Габуру и пригласил её в молодёжную команду ASBAC (Associação dos Servidores do Banco Central do Brasil) бразильской столицы города Бразилиа. В этой команде молодая спортсменка отыграла 3 сезона, а затем была приглашена в одну из сильнейших команд страны — «Лейте-Нестле» из города Сорокаба, с которой в 1997 выиграла «золото» клубного чемпионата Южной Америки. В 1998—1999 Паула играла в команде «Дайвит», где впервые пересеклась с тренером Зе Роберто. В 1999 17-летняя волейболистка заключила контракт с командой из города Озаску, за которую выступала на протяжении 10 лет, выиграв с ней три чемпионата Бразилии и 5 раз «серебро» национального первенства, а также Кубок страны.
В 1999—2001 Паула выступала за молодёжную сборную Бразилии и стала в её составе победительницей молодёжных чемпионатов Южной Америки (в 2000) и мира (в 2001). В 2002 Паула Пекено дебютировала в национальной сборной страны, чему отчасти помог конфликт между главным тренером Марко Аурелио Моттой и группой волейболисток, отказавшихся играть в сборной под его началом. В том году молодая спортсменка в составе главной команды Бразилии приняла участие в розыгрыше Гран-при и чемпионате мира. В 2003 Паула уже под началом нового наставника (Зе Роберто) выиграла свои первые медали на уровне национальной сборной — «золото» чемпионата Южной Америки и «серебро» Кубка мира.
Сезон сборной 2004 года Паула вынужденно пропустила, в том числе Олимпиаду-2004, из-за тяжёлой травмы колена. В 2005 волейболистка вернулась в игру и стала обладателем приза лучшему игроку (MVP) финального этапа Гран-при, проходившего в японском Сендае.
В июне 2006 Паула родила дочь Мэл, а уже через 4 месяца присоединилась к сборной Бразилии для подготовки к чемпионату мира, на котором вместе с командой стала обладательницей серебряных медалей.
Олимпиада-2008 в Пекине принесла женской сборной Бразилии долгожданное олимпийское «золото», а Паула Пекено была признана лучшим игроком женского волейбольного турнира.
В 2009—2010 Паула выступала за подмосковную команду «Заречье-Одинцово», в составе которой стала чемпионкой России.
В 2012 на Олимпийских играх в Лондоне Паула Пекено стала двукратной олимпийской чемпионкой, после чего приняла решение о завершении карьеры в сборной. За 11 лет выступлений в национальной команде страны волейболистка стала обладателем 10 наград высшего достоинства официальных турниров мирового и континентального уровня.

### Клубная карьера
- 1994—1997 —  АСБАС (Бразилиа);
- 1997—1998 —  «Лейте-Нестле» (Сорокаба);
- 1998—1999 —  «Дайвит» (Сан-Паулу);
- 1999—2009 —  БКН/«Финаса-Озаску» (Озаску);
- 2009—2010 —  «Заречье-Одинцово» (Московская область);
- 2010—2012 —  «Волей Футуро» (Арасатуба);
- 2012—2013 —  «Фенербахче» (Стамбул);
- 2013—2017 —  «Бразилиа Волей» (Бразилиа);
- 2017—2018 —  «Волей Бауру» (Бауру);
- 2018—2019 —  «Аудакс-Озаску» (Озаску).

## Достижения

### Со сборными Бразилии
- двукратная Олимпийская чемпионка — 2008, 2012.
- серебряный призёр чемпионата мира 2006.
- двукратный серебряный призёр розыгрышей Кубка мира — 2003, 2007.
- серебряный призёр розыгрыша Всемирного Кубка чемпионов 2009.
- двукратная чемпионка Мирового Гран-при — 2005, 2008;
  - 3-кратный серебряный призёр Гран-при — 2010, 2011, 2012.
- 3-кратная чемпионка Южной Америки — 2003, 2007, 2009.
- чемпионка Панамериканских игр 2011;
  - серебряный призёр Панамериканских игр 2007.
- победитель розыгрыша Панамериканского Кубка 2011.
- победитель розыгрыша Кубка «Финал четырёх» 2008.
- чемпионка мира среди молодёжных команд 2001.
  - серебряный призёр молодёжного чемпионата мира 1999.
- чемпионка Южной Америки среди молодёжных команд 2000.

### С клубами
- 3-кратная чемпионка Бразилии — 2003—2005;
  - 5-кратный серебряный (2002, 2006—2009) и 4-кратный бронзовый (2000, 2011, 2012, 2019) призёр чемпионатов Бразилии.
- победитель (2008) и серебряный призёр (2007) розыгрышей Кубка Бразилии.
- чемпионка России 2010.
- серебряный призёр розыгрыша Кубка России 2009.
- серебряный призёр розыгрыша Кубка Европейской конфедерации волейбола 2013.
- чемпионка Южной Америки среди клубных команд 1997.

### Индивидуальные
- 2000: лучшая нападающая молодёжного чемпионата Южной Америки.
- 2005: MVP (самый ценный игрок) Гран-при.
- 2007: лучшая нападающая чемпионата Бразилии.
- 2007: MVP (самый ценный игрок) розыгрыша Кубка Бразилии.
- 2007: MVP (самый ценный игрок) чемпионата Южной Америки.
- 2008: MVP (самый ценный игрок) розыгрыша Кубка Бразилии.
- 2008: MVP (самый ценный игрок) Олимпийского волейбольного турнира.

## Семья
Муж — Алешандре Фольяс Дали, бывший игрок мужской сборной Бразилии по гандболу. Дочь — Мэл.